# Dendropsophus melanargyreus
Dendropsophus melanargyreus es una especie de anfibios de la familia Hylidae.
Habita en Bolivia, Brasil, Guayana Francesa, Paraguay y Surinam.
Sus hábitats naturales incluyen bosques tropicales o subtropicales secos y marismas intermitentes de agua dulce. Está amenazada de extinción por la destrucción de su hábitat natural.